# Polskie Siły Zbrojne w ZSRR (1941–1942)

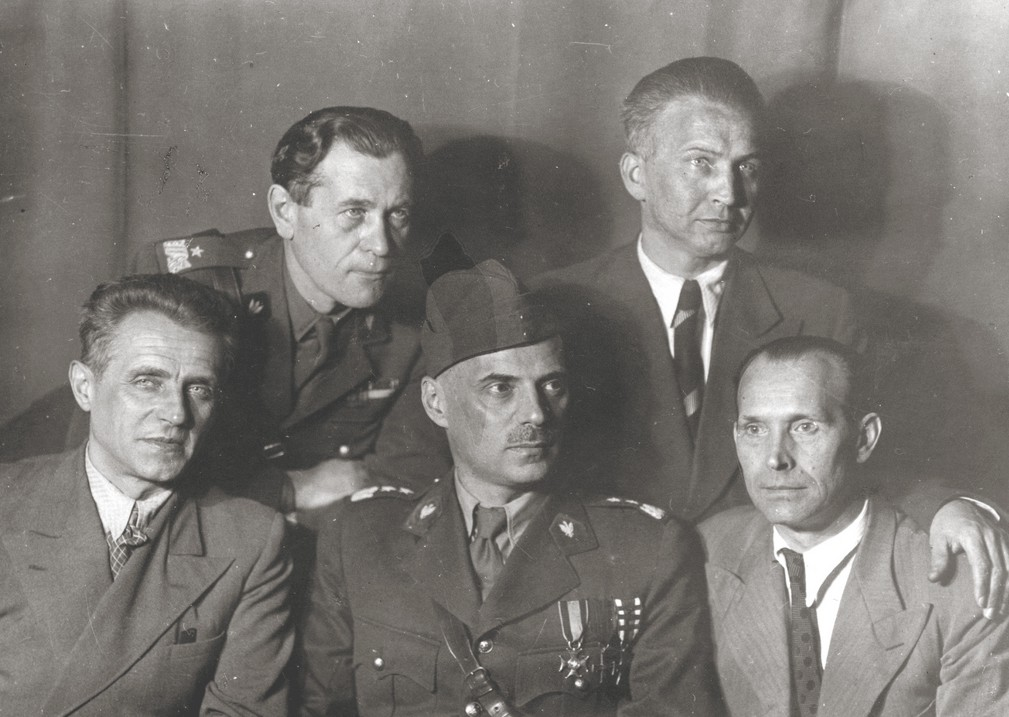
Generałowie: Michał Tokarzewski-Karaszewicz, Władysław Anders, Mieczysław Boruta-Spiechowicz (pierwszy rząd, od lewej), Zygmunt Bohusz-Szyszko, płk Leopold Okulicki (drugi rząd). Polskie Siły Zbrojne w ZSRR 1942

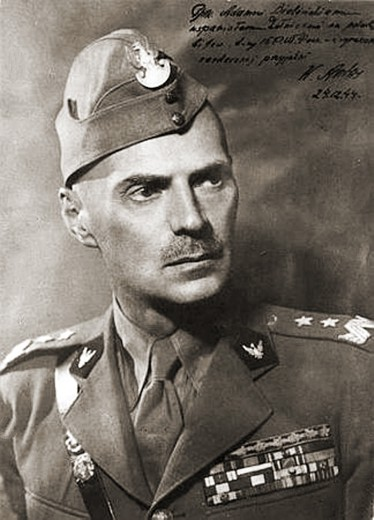
Generał Władysław Anders

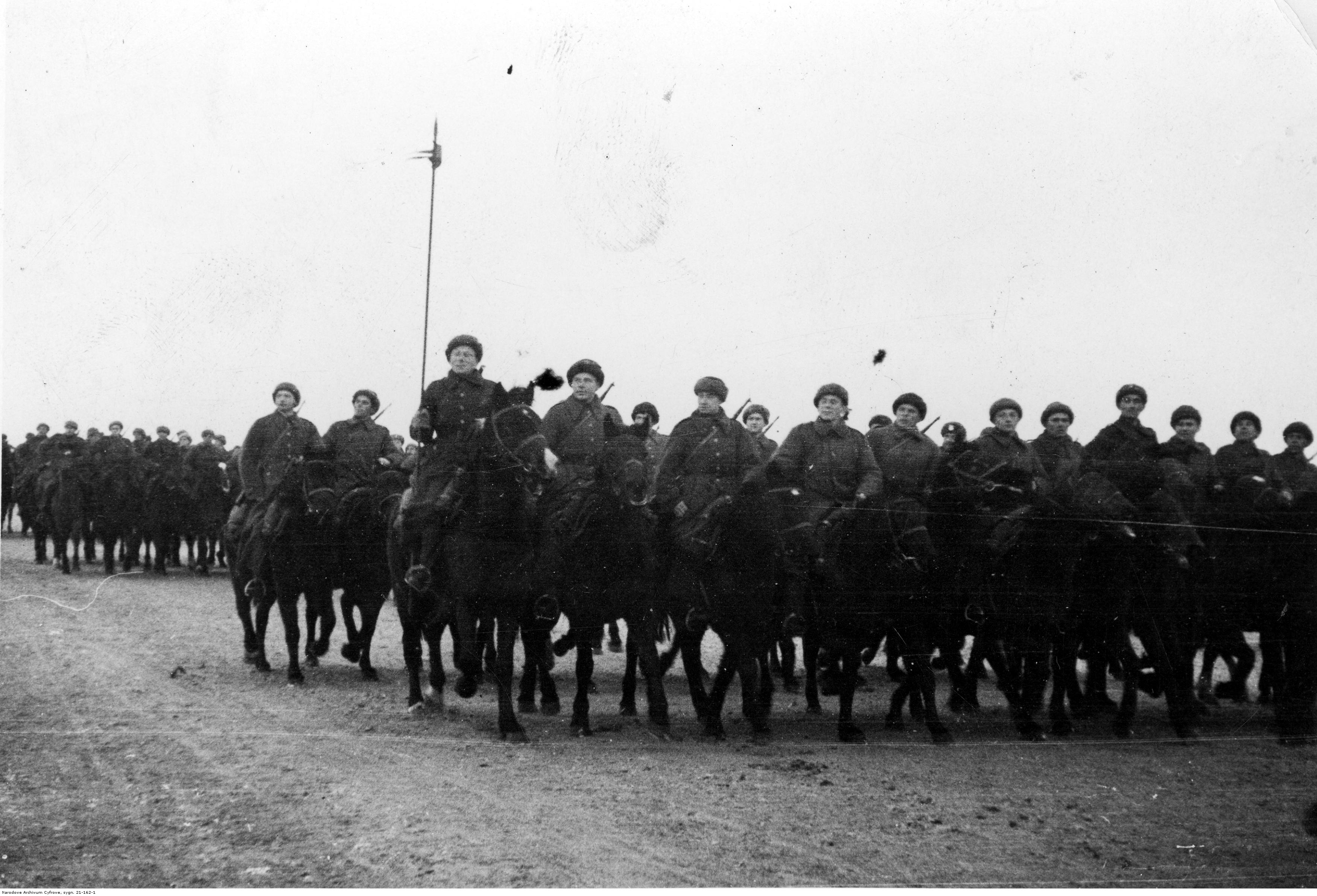
Uroczystości w Armii Polskiej w ZSRR

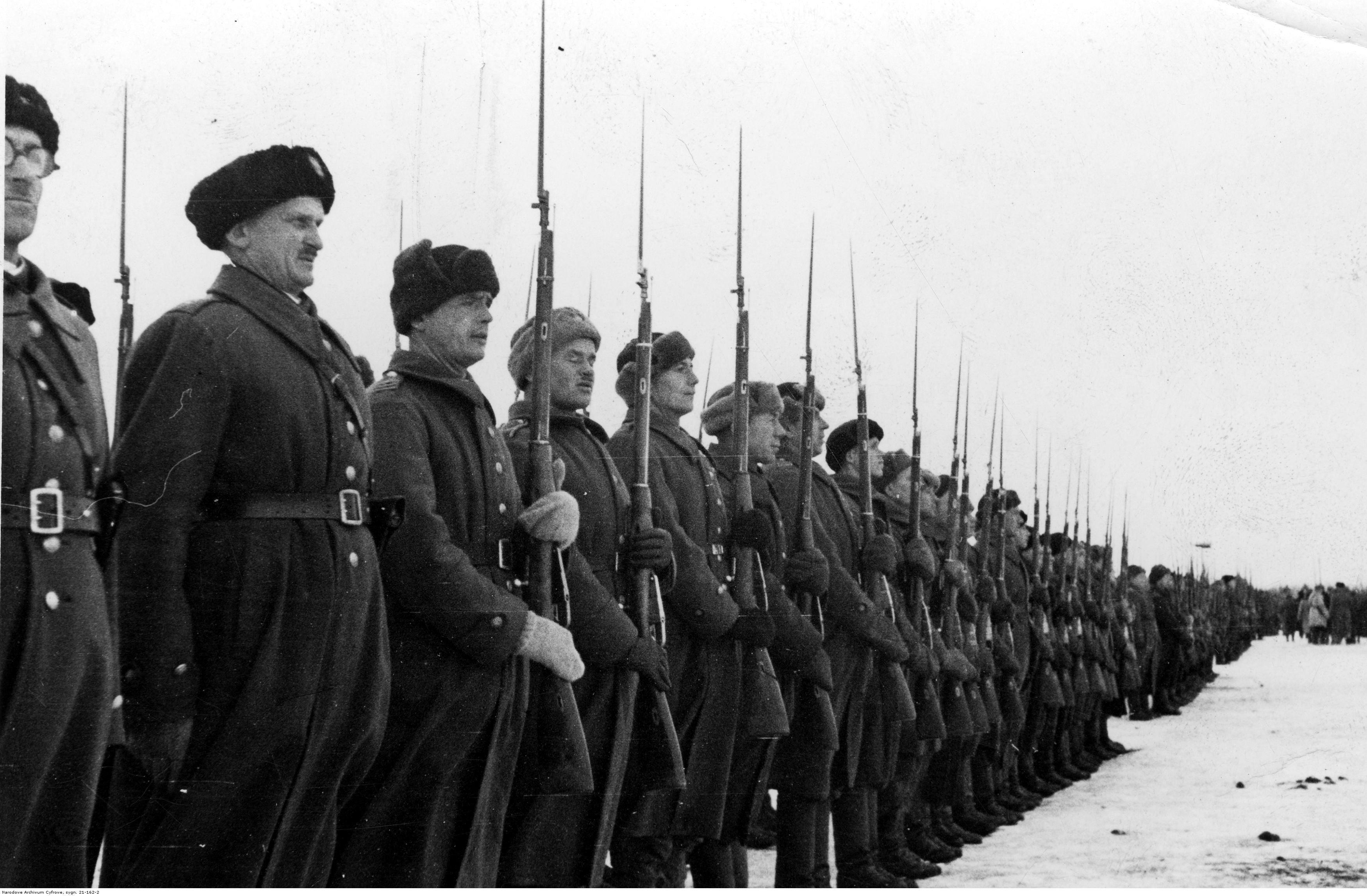
Uroczystości w Armii Polskiej w ZSRR

Polskie Siły Zbrojne w ZSRR (pot. Armia Andersa, nazwa utworzona od nazwiska dowódcy – generała dywizji Władysława Andersa) – oddziały Wojska Polskiego podporządkowane legalnemu rządowi RP na emigracji, utworzone po wybuchu wojny III Rzeszy z ZSRR, zawarciu układu Sikorski-Majski i tzw. amnestii dla obywateli polskich z Rzeczypospolitej: zesłanych, uwięzionych w więzieniach śledczych NKWD i deportowanych do obozów koncentracyjnych Gułagu.
11 sierpnia 1941 roku Naczelny Wódz powierzył dowodzenie armią gen. dyw. Władysławowi Andersowi, przetrzymywanemu w więzieniu NKWD na Łubiance.
14 sierpnia 1941 roku podpisano umowę wojskową, która dała podstawę do rozpoczęcia formowania Armii Polskiej w ZSRR.

## Dowództwo armii
W gmachu polskiej ambasady w Moskwie 27 sierpnia 1941 roku odbyła się odprawa oficerów powołanych do pracy w dowództwie armii. Gen. Anders poinformował zebranych o obsadzie personalnej dowództwa i sztabu. Przedstawiała się ona następująco:
- dowódca armii – gen. dyw. Władysław Anders
- szef sztabu armii – płk dypl. Leopold Okulicki
- kwatermistrz – ppłk dypl. Stanisław Pstrokoński
- szef oddziału I – ppłk dypl. Władysław Krogulski
- szef oddziału II – ppłk dypl. Jan Giełgud-Aksentowicz
- szef oddziału III – ppłk dypl. Kazimierz Wiśniowski
- szef saperów – płk Eustachy Górczyński
- szef uzbrojenia – ppłk Józef Mara-Meÿer
- szef intendentury – płk Adam Kosiba
- naczelny chirurg – płk dr Bolesław Szarecki
- szef sanitarny – ppłk dr Feliks Zalewski
- szef sądownictwa – p.o. mjr Adam Kipiani
- szef budownictwa i kwaterunku – kpt. Stanisław Pietsch
- dowódca broni pancernej – mjr Stanisław Szostak od 20 września 1941

Przedstawiono na niej również dowództwa dywizji i ośrodka zapasowego
5 Wileńska Dywizja Piechoty
- dowódca – gen. bryg. Mieczysław Boruta-Spiechowicz
- zastępca dowódcy – płk dypl. Jerzy Grobicki
- szef sztabu – ppłk dypl. Zygmunt Berling

6 Lwowska Dywizja Piechoty
- dowódca – gen. bryg. Michał Tokarzewski-Karaszewicz
- zastępca dowódcy – gen. bryg. Jerzy Wołkowicki
- szef sztabu – mjr dypl. Ludwik Domoń

Ośrodek zapasowy
- dowódca – płk dypl. Janusz Gaładyk
- zastępca dowódcy – płk B. Jaworowski

## Formowanie oddziałów

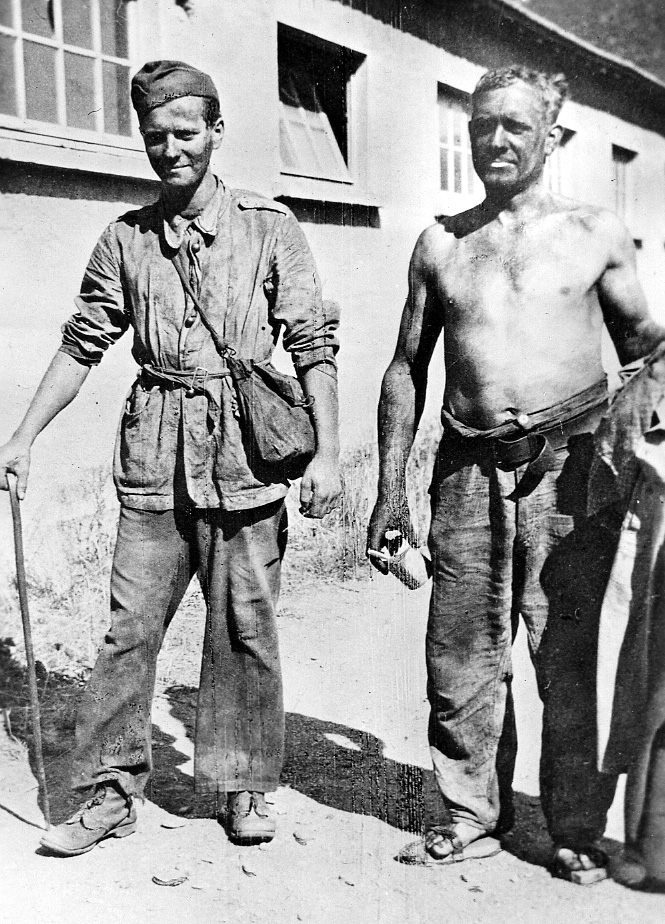
Byli więźniowie łagrów zgłaszający się do służby wojskowej w Armii Polskiej w ZSRR – 1941

Generał Anders objął obowiązki dowódcy Armii Polskiej w ZSRR 18 sierpnia 1941 roku. Stan armii ustalono na 30 000 ludzi.
Rejonem formowania armii był okręg Buzułuku, miejsce postoju dowódcy armii wyznaczono w przysiółku Kułtubanka (koło Buzułuku w obwodzie czkałowskim, obecnie orenburskim, Rosja). W istniejących obozach NKWD dla jeńców polskich od 23 sierpnia 1941 roku rozpoczęły pracę komisje rekrutacyjne i do 12 września zaakceptowały one 24 828 jeńców wojennych i internowanych. Jednocześnie 273 osobom narodowości niemieckiej odmówiono rekrutacji, 252 osoby odrzuciły akceptację, 234 osoby nie kwalifikowały się z powodów zdrowotnych, a 3 osoby ze względu na obciążające je wyroki sądowe. Łącznie wcielono do Armii 25 115 osób, w tym 960 oficerów. Formowanie jednostek rozpoczęto we wrześniu w Buzułuku, Tatiszczewie koło Saratowa oraz w Tockoje na linii kolejowej Kujbyszew (obecnie i poprzednio Samara) – Czkałow (obecnie i poprzednio Orenburg).
Zalążki oddziałów dywizji rozpoczęto formować we wrześniu 1941 r. w Ośrodku Zapasowym Armii w Tockoje na podstawie etatu sowieckiej DP.
W dalszej kolejności ośrodek organizował oddziały szkoleniowe oficerów, podchorążych, podoficerów i specjalistów służb. Dowódcą ośrodka był płk dypl. Bronisław Rakowski, a szefem sztabu ppłk Tadeusz Felsztyn. 20 października ośrodek został przekształcony w Ośrodek Organizacyjny Armii.

### 5 Wileńska Dywizja Piechoty
W Tatiszczewie formowała się 5 Dywizja Piechoty.
W drugiej połowie września zaczęło napływać sowieckie umundurowanie, uzbrojenie i sprzęt. Dostarczany sprzęt bojowy i uzbrojenie pochodził z bieżącej produkcji radzieckiego przemysłu wojennego. Dywizja otrzymała: karabiny automatyczne i powtarzalne, działa artyleryjskie, działka i karabiny przeciwlotnicze, działa przeciwpancerne, moździerze, środki łączności, sanitarne, sprzęt saperski, transport samochodowy i konny.
Sformowano 13, 14 i 15 pułki piechoty, 5 pułk artylerii lekkiej, 5 dywizjon artylerii przeciwlotniczej. Pododdziały dywizyjne stanowiły: 5 batalion łączności, 5 batalion saperów, 5 dywizjon kawalerii i 5 batalion sanitarny. Ponadto dywizja posiadała zawiązki batalionu pancernego, kompanie lotników i komendę obozu.
22 września 1941 dywizja osiągnęła stan organizacyjny, który umożliwił jej rozpoczęcie szkolenia bojowego.
15 października stan osobowy dywizji wynosił: 475 oficerów i 8617 szeregowców.

### 6 Lwowska Dywizja Piechoty

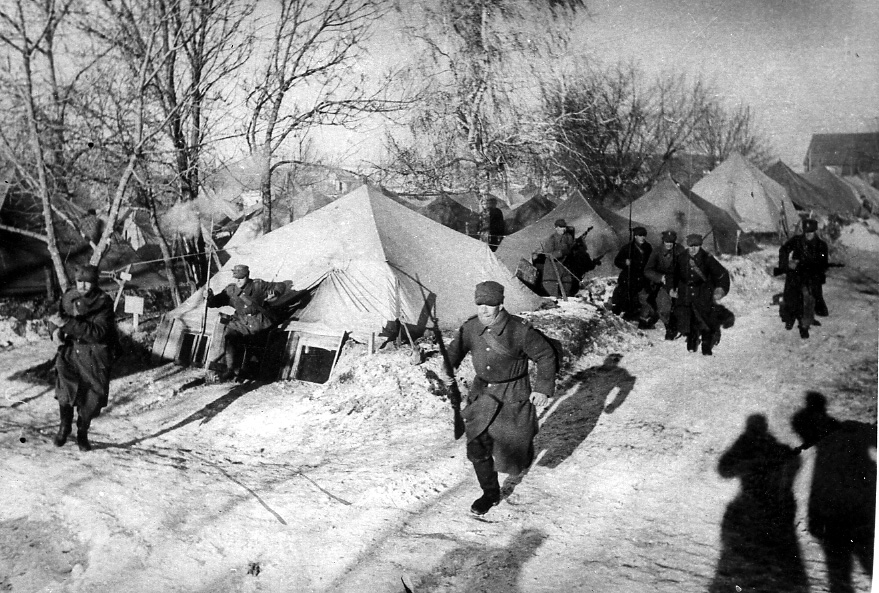
W Tockoje formowała się 6 DP

W Tockoje formowała się 6 Lwowska Dywizja Piechoty.
Dywizja formowana była w drugiej kolejności.
Jej struktura wzorowana była na strukturze 5 Dywizji. Obok dowództwa i sztabu oraz służb, w skład dywizji wchodziły trzy pułki piechoty (16, 17, 18). Ponadto w etatowym składzie znajdowały się: 6 batalion saperów, 6 batalion łączności i 6 batalion sanitarny. Poza etatem w dywizji zorganizowano: 6 batalion „Dzieci Lwowskich”, 6 batalion pancerny, 6 pluton lotniczy oraz 6 oddział Pomocniczej Służby Kobiet.
10 października dywizja otrzymała 615 koni, 343 pary uprzęży i 343 wozy. Nie była ona jednak wyposażona w sprzęt łączności i inżynieryjno-saperski. Najbardziej dokuczliwy był jednak brak broni i sprzętu bojowego. Dywizja posiadała na swym uzbrojeniu jedynie 200 karabinów otrzymanych z 5 Dywizji, które przeznaczono do służby wartowniczej i częściowo wykorzystywano w szkoleniu. W połowie października 6 dywizja piechoty liczyła: 393 oficerów, 11 344 podoficerów i szeregowców oraz 69 kobiet.

### 7 Dywizja Piechoty
Napływ ludzi do Ośrodka Zapasowego Armii w Tockoje pozwolił na rozpoczęcie organizowania oddziałów 7 Dywizji Piechoty.
Struktura organizacyjna tej dywizji, podobnie jak i innych jednostek polskich, opierała się na etatach dywizji piechoty Armii Czerwonej.
Jej dowódcą został płk dypl. Bronisław Rakowski. Wyznaczono też dowództwa 19, 20 i 21 pułków piechoty. Brak odpowiednich kwater i warunków oraz niedobór kadry oficerskiej nie pozwolił w pierwszej fazie rozbudowy na utworzenie dywizji. Ostatecznie Dywizja została sformowana dopiero w 1942.

### Rozbudowa armii

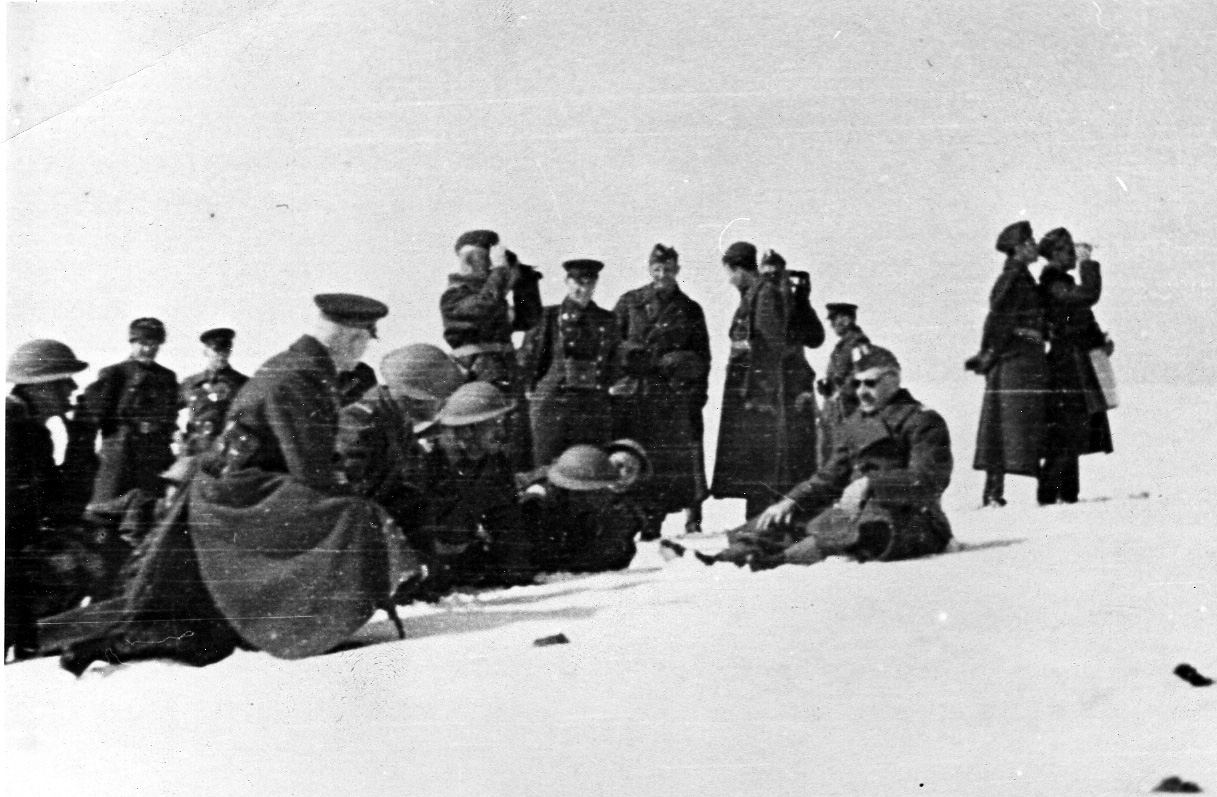
Oficerowie Wojska Polskiego i Armii Czerwonej w trakcie ćwiczeń. Z prawej siedzi Władysław Anders. Zima 1941/42

Formowanie dywizji kontynuowano po przeniesieniu Armii w głąb republik azjatyckich.
5 stycznia 1942 dowódca Armii Polskiej w ZSRR wydał rozkaz organizacyjny, zgodnie z którym 5 i 6 Dywizja utrzymuje dotychczasową organizację, natomiast nowo formowane dywizje (w tym 7 Dywizja Piechoty) częściowo uwzględniały już wzorce brytyjskie. W dywizjach przewidziano więc utworzenie m.in. dwóch pułków piechoty, pułku artylerii lekkiej i pułku artylerii ciężkiej. Stan osobowy dywizji miał wynosić 663 oficerów i 13386 szeregowych.
W sztabie armii opracowano projekt organizacyjny armii. Przewidywano organizację dwóch korpusów: piechoty w składzie trzy – cztery dywizje piechoty, rozbudowana artyleria i jednostki korpuśne oraz pancerno-motorowego w składzie: dwie brygady pancerne, jedna do dwóch dywizji zmotoryzowanych i odpowiednie jednostki korpuśne.
Ponadto miały być zorganizowane m.in.: grupa artylerii (dwa pułki ciężkie, jednostki przeciwlotnicze i pomiarowe), trzy bataliony saperów i dwa dywizjony lotnictwa.
Wyznaczono też nowe rejony formowania i dowódców dywizji:
- Dowództwo i sztab armii w Yangiyoʻl, w Uzbekistanie (30 km na południowy zachód od Taszkentu)
- 5 Dywizja – Dżałał-Abad w Kirgistanie (300 km od Taszkentu)
- 6 Dywizja – Szachrisabz w Uzbekistanie (70 km na południe od Samarkandy),
- 7 Dywizja – Kermine w Uzbekistanie (150 km na północny zachód od Samarkandy – na północ od Afganistanu), dowódca – gen. Zygmunt Szyszko-Bohusz
- 8 Dywizja – Czokpak w południowym Kazachstanie (100 km na północny wschód od Taszkentu), dowódca – płk dypl. Bronisław Rakowski
- 9 Dywizja – Marg‘ilon w Uzbekistanie (dolina Fergany), dowódca – płk dypl. Marian Bolesławicz
- 10 Dywizja – Ługowaja w południowym Kazachstanie (140 km na zachód od Frunze), dowódca – płk piech. Alfred Jan Schmidt
- Ośrodek Organizacyjny Armii – G‘uzor w Uzbekistanie (180 km na południowy wschód od Buchary), dowódca – płk Leon Koc
- Centrum Wyszkolenia Armii – Wriewskij w Uzbeckiej Republice, dowódca – płk Nikodem Sulik
- Centrum Wyszkolenia Artylerii – Kara-Suu w Kirgistanie, dowódca – ppłk Edmund Albin Zimmer
- Centrum Wyszkolenia Broni Pancernej – Kainda w Kirgistanie, dowódca – mjr Stefan Felsztyński
- bataliony samochodowe Armii – Krabałdy w Kirgistanie(50 na zachód od Frunze)Cmentarz polski w Shahrisabz

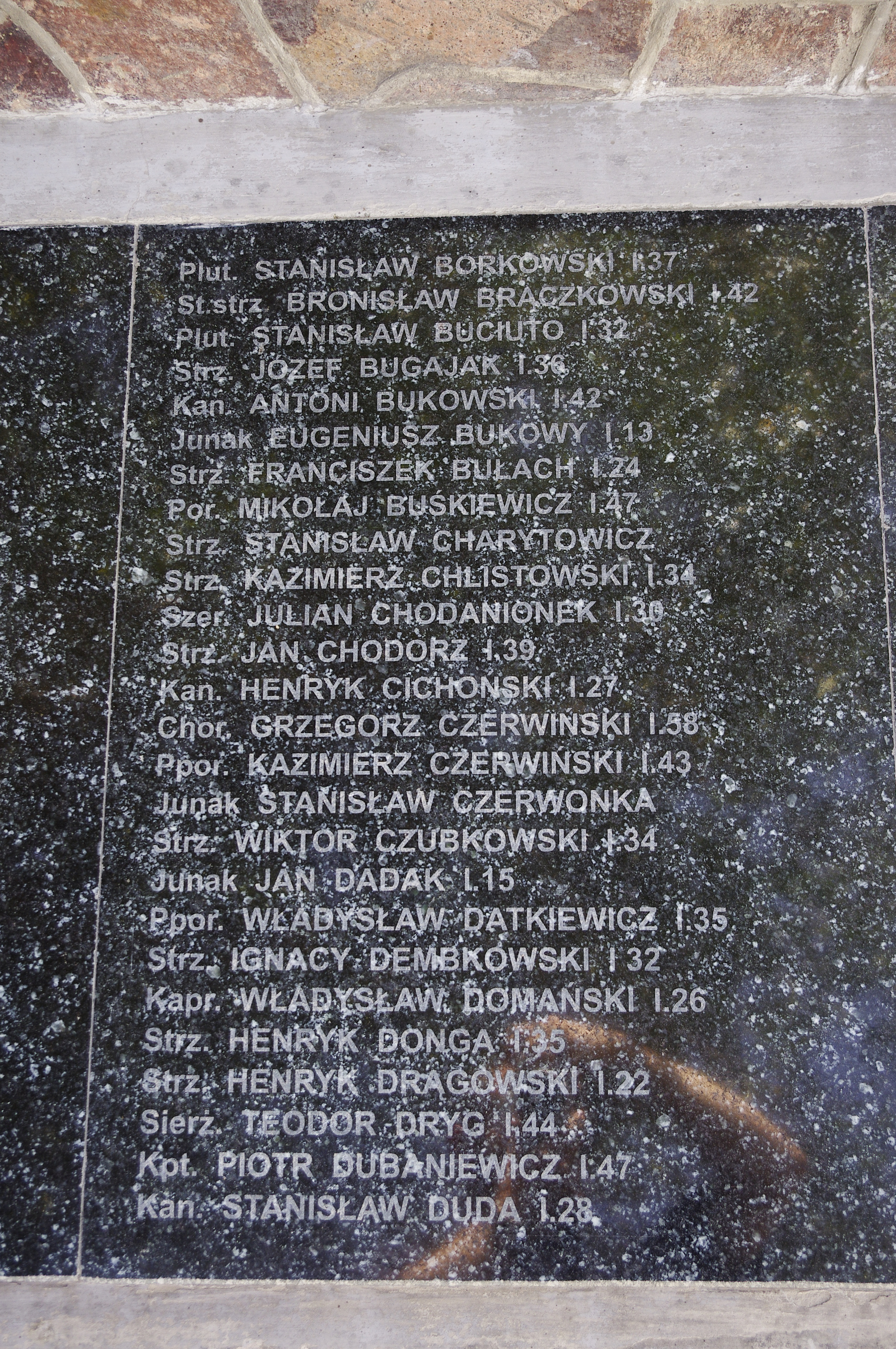
Cmentarz polski w Shahrisabz

- 1 pułk ułanów – Otar w południowym Kazachstanie (150 km na zachód od Ałma-Aty)
- 1 pułk łączności – Wieliko Aleksiejewskaja w Uzbekistanie
- Ewakuacyjna Stacja Zbiorcza – Krasnowodsk nad Morzem Kaspijskim w Turkmenistanie

Jednocześnie Delegatury Ambasady RP w Rosji, rozmieszczone na terenie całego ZSRR i oficerowie łącznikowi WP przy Delegaturach przyjmowali uwolnionych z łagrów i zesłania Polaków, kierując ich do miejsca koncentracji Armii Polskiej w ZSRR (początkowo Buzułuk, następnie Taszkent). Liczba ochotników wielokrotnie przekraczała ustalone wstępnie pomiędzy Andersem a Stalinem stany etatowe polskich jednostek wojskowych.

### Oddziały junackie
Do wojska przyjmowano także zgłaszającą się młodzież „sybiracką” w wieku 14–18 lat, dla której utworzono szkoły junackie. Generał Władysław Anders rozkazał przyjmować zgłaszających się bez względu na wiek. Po pierwsze chodziło o ułatwienie jej wyjazdu z Rosji, po drugie – zapewnienie wojsku przyszłych, wykształconych kadr. Młodzi ludzie dostali mundury wojskowe i już w Rosji rozpoczęli naukę. Stanowili grupę około 3000 junaków i junaczek. W Iranie młodszych junaków zwolniono – trafili potem do obozów w Valivade i Balachadi, ze starszych sformowano w 1942 w Bashit w Palestynie Junacką Szkołę Kadetów.

## Dzieci przy Armii Andersa

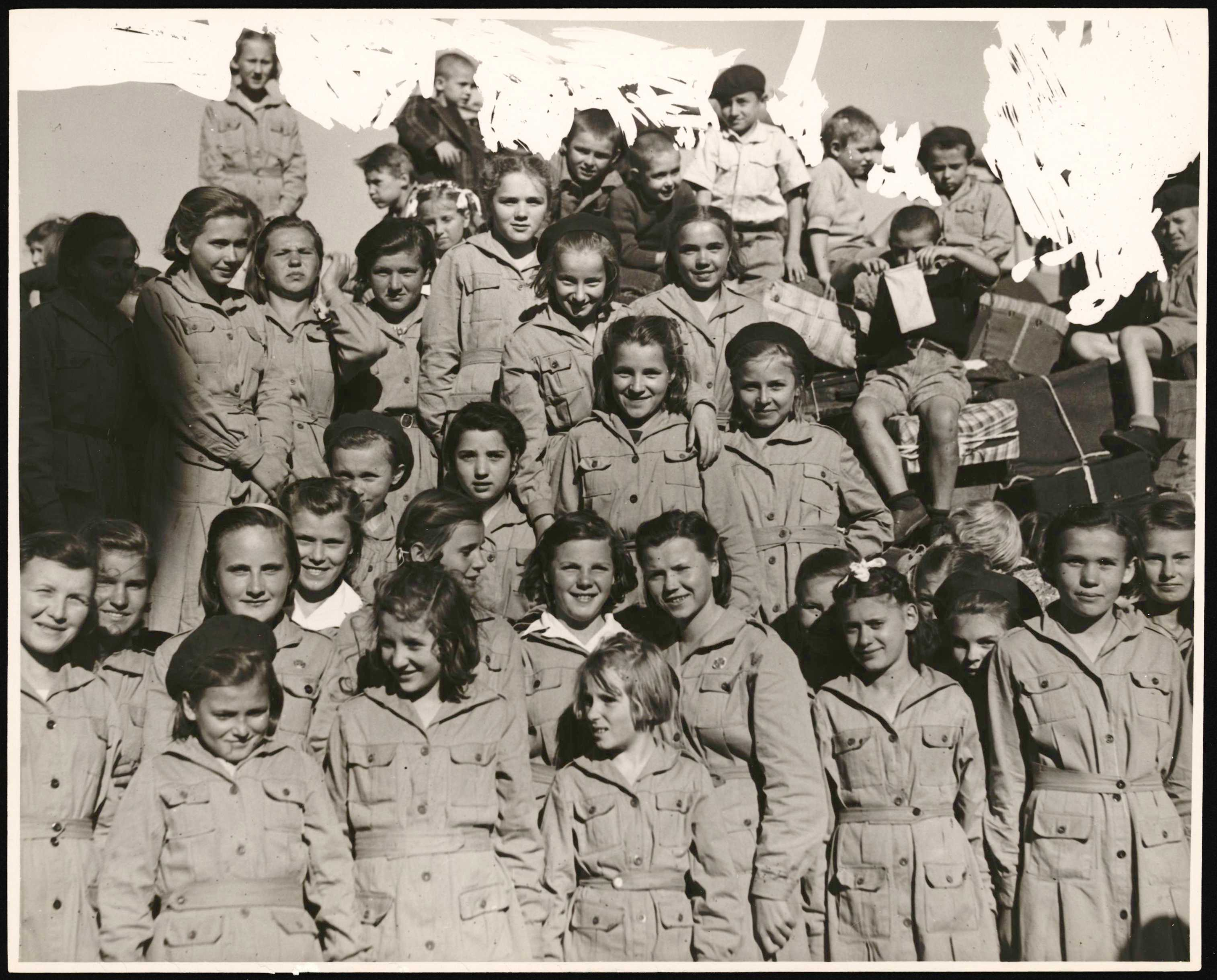
Polskie dzieci z Pahiatua, ewakuowane z armią Andersa, 1944

Przy wojsku zgromadziło się wiele tysięcy dzieci, najczęściej skrajnie wynędzniałych, było wśród nich bardzo wiele sierot. Żołnierze objęli dzieci troskliwą opieką. Zaczęto od razu organizować dla nich szpitale, sierocińce, szkoły.

## Obywatele polscy narodowości żydowskiej w Armii Andersa
Według szacunków izraelskiego historyka Shimona Redlicha wiosną i latem 1942 r. podczas ewakuacji do Iranu Armii Andersa oraz towarzyszących jej rodzin wojskowych ze Związku Radzieckiego wyjechało od 5 do 7 tys. Żydów. W tej liczbie było 4 tys. żołnierzy.
W Palestynie znalazła się również duża grupa cywilnej ludności żydowskiej, która ewakuowała się z armią gen. Andersa. Na skutek zabiegów organizacji żydowskich i za zgodą władz polskich do Palestyny przewieziono, głównie drogą morską, od. 1200 do 1600 uchodźców żydowskich, w tym co najmniej 950 dzieci.
W Palestynie z szeregów 2 Korpusu zdezerterowało ok. 2,5 tys. żołnierzy – Żydów z bronią w ręku, którzy stali się bojownikami Hagany w walce o państwo Izrael. Jednym z takich żołnierzy był Menachem Begin, który służył w stopniu kaprala – jednakże, w przeciwieństwie do większości, nie zdezerterował z bronią, lecz uzyskał zwolnienie z Armii. We wrześniu 1942, nim jeszcze oddziały polskie dotarły do Palestyny, uciekinierom w Bagdadzie tajnego wsparcia udzielił m.in. Mosze Dajan, późniejszy Minister Obrony Izraela, wówczas żołnierz na służbie brytyjskiej. Generał Władysław Anders zakazał w poufnym rozkazie żandarmerii polskiej ścigania tych dezerterów (mimo iż ich działalność była faktycznie do roku 1948 skierowana przeciw Wielkiej Brytanii, której Palestyna była wówczas terytorium mandatowym).

## Rozbieżności

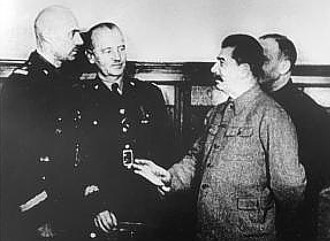
Władysław Anders, Władysław Sikorski i Józef Stalin podczas wizyty gen. Sikorskiego w ZSRR, Moskwa, grudzień 1941

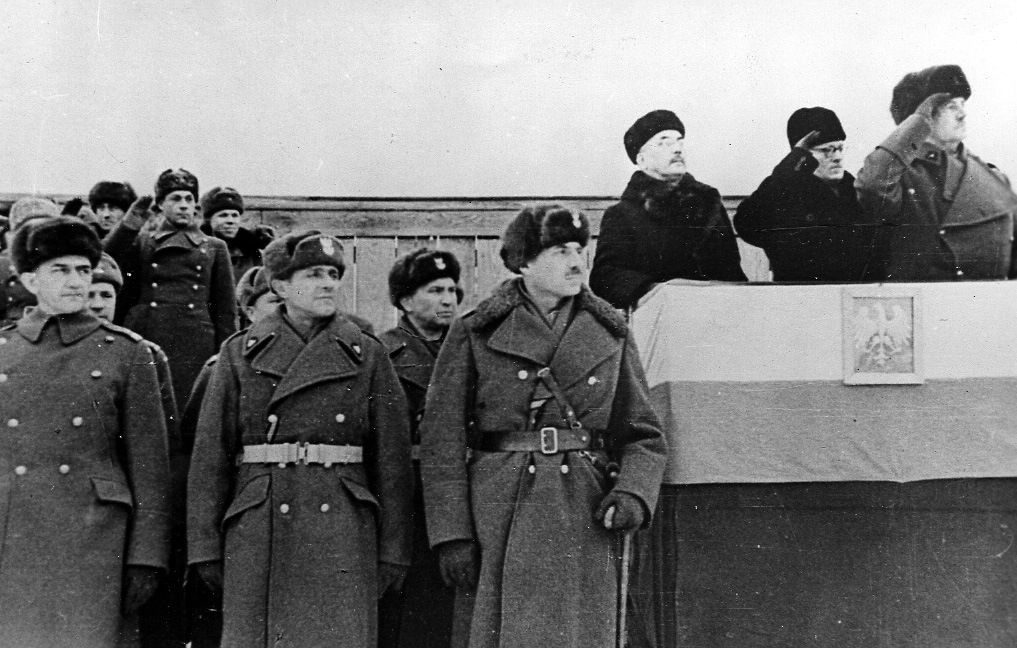
Gen. Władysław Sikorski, gen. Władysław Anders, płk Leopold Okulicki, Stanisław Kot i Andriej Wyszynski przyjmują defiladę polskich oddziałów, Buzułuk, grudzień 1941

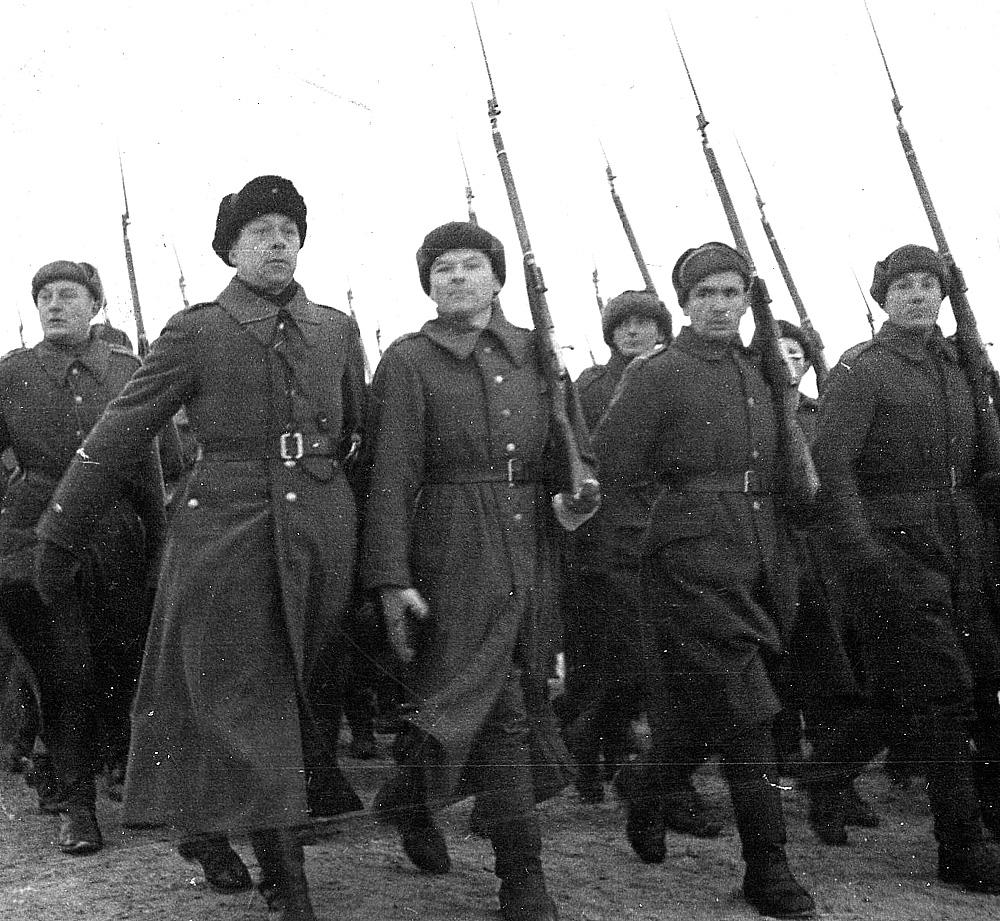
Defilada w Buzułuku, grudzień 1941

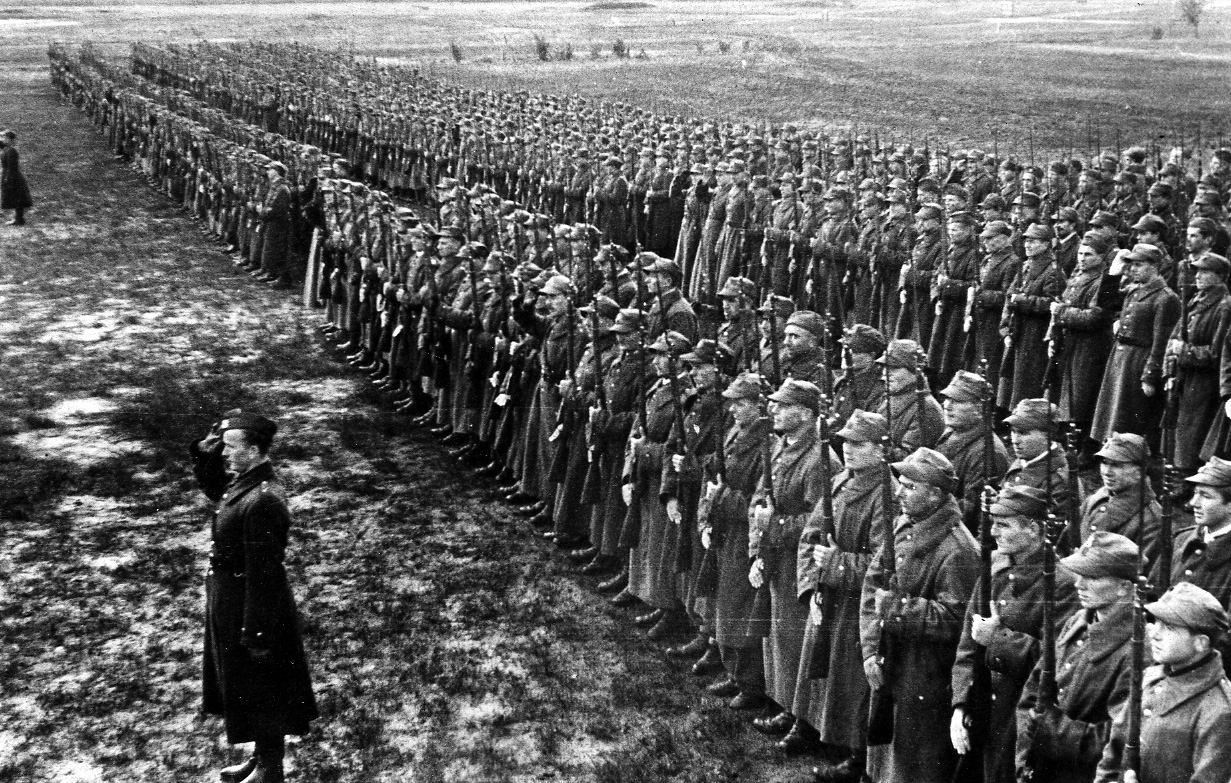
Przegląd oddziałów, 1942

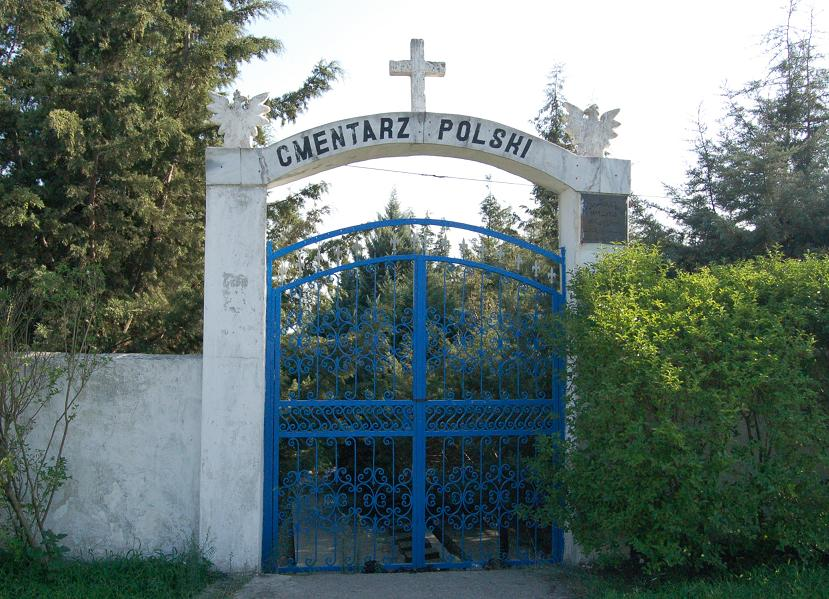
Cmentarz polski w Pahlavi, ob. Bandar-e Anzali (Iran)

Równolegle rozpoczęto intensywne poszukiwania zaginionych oficerów, jak obecnie wiadomo zamordowanych w wyniku zbrodni katyńskiej. Specjalnym pełnomocnikiem do tych spraw został rtm. Józef Czapski, jeden z ocalonych.
Jednym z głównych punktów spornych, które doprowadzały do sytuacji kryzysowych w czasie formowania Armii była interpretacja definicji „obywatel polski”. Według władz polskich był nim (zgodnie z prawem międzynarodowym) każdy, który przed 1.09.1939 roku posiadał obywatelstwo polskie. Według strony sowieckiej dotyczyło to jedynie osób narodowości polskiej. Strona sowiecka próbowała zatem decydować jednostronnie o statusie prawnym obywateli Polski – innego państwa (obywatelstwo jest jednym z atrybutów suwerenności), pośrednio wycofując się w ten sposób z rozstrzygnięć układu Sikorski-Majski o unieważnieniu wszystkich porozumień niemiecko-sowieckich dotyczących Polski (które dotyczyły przede wszystkim ustanowienia i przebiegu niemiecko-sowieckiej granicy na terenie państwa polskiego – por. Układ o granicach i przyjaźni III Rzesza – ZSRR z 28.09.1939 r). Chcąc uniemożliwić jednostronne fakty dokonane ze strony sowieckiej polskie komisje rekrutacyjne przyjmowały do oddziałów Armii Andersa konsekwentnie obywateli RP bez różnicy narodowości (z wyjątkiem Niemców) – Polaków, Żydów, Ukraińców i Białorusinów, wbrew oporom sowieckim.
W lutym 1942 roku władze sowieckie zaczęły się domagać wysłania na front uzbrojonej przez nich 5 Wileńskiej Dywizji Piechoty. Warunkowały tym rozpoczęcie uzbrajania kolejnych dywizji.
Wiosną 1942 formowane jednostki wojskowe przeniesione zostały w okolice Taszkentu. Jednocześnie wobec odparcia niemieckiego ataku na Moskwę (grudzień 1941) Stalin usztywnił stanowisko wobec strony polskiej w kwestii formowania wojska polskiego w ZSRR, którego stan liczebny (i w konsekwencji liczba racji żywnościowych) był ściśle określony. Z własnych racji żołnierze żywili przybywających członków rodzin i ochotników. Pomimo że zaopatrzenie wojska polskiego pochodziło z dostaw amerykańskich i brytyjskich (Lend-Lease), strona sowiecka (pomimo stałego napływu ochotników z zesłania i łagrów) nie chciała zgodzić się ani na podwyższenie stanów liczebnych wojska polskiego, ani na ewakuację poza ZSRR nadwyżek ochotników do jednostek WP na Bliskim Wschodzie i w Wielkiej Brytanii – chcąc zatrzymać byłych więźniów i zesłańców w charakterze niewolniczej siły roboczej w ZSRR.
W okresie ofensywy niemieckiej na Kaukaz i bitwy o Stalingrad generał Anders uzyskał zgodę Stalina na ewakuację już sformowanych oddziałów do Iranu, przy pozostawieniu ośrodków rekrutacyjnych wojska polskiego w ZSRR. W konsekwencji Armia Andersa została ewakuowana z Krasnowodska przez Morze Kaspijskie do Pahlavi w Iranie (okupowanym wówczas wspólnie od sierpnia 1941 przez wojska sowieckie i brytyjskie po tzw. operacji Y).
Po rekonstrukcji (reorganizacja, dozbrojenie) i rekonwalescencji żołnierzy przeniesiona została do Iraku, gdzie ochraniała strategiczne pola naftowe w zagłębiu Mosul – Kirkuk przed dywersją niemiecką (por. Raszid Ali), a następnie, po przejściu do Palestyny walczyła jako 2 Korpus Polski na froncie włoskim (Monte Cassino). ZSRR opuściło ogółem 77 tysiące wojskowych i ponad 43 tysiące cywili – obywateli polskich – bez względu na narodowość (Polaków, Żydów, Ukraińców i Białorusinów). Był to największy liczebnie w całym okresie stalinizmu exodus byłych więźniów łagrów poza granice ZSRR.
Dysponując dzisiejszą wiedzą, część historyków uważa, że ewakuacja wojsk polskich z ZSRR z punktu widzenia polskiej racji stanu była błędem. Zwolennikami ewakuowania jak największej liczby Polaków ze Związku Sowieckiego, w imię prowadzonej przez nich polityki globalnej, byli Brytyjczycy. Stalin chciał się również pozbyć niewygodnej Armii Polskiej. Generał Sikorski uważał ewakuację za zło konieczne. Przeciwnikiem ewakuacji był ambasador Kot. Za swój osobisty sukces ewakuację uważał gen. Anders. On też wbrew zaleceniom gen. Sikorskiego w protokole ewakuacyjnym zawarł dość niefortunne zdanie, iż rząd polski nie uważa za możliwe użycie na froncie radziecko-niemieckim oddziałów formowanych w ZSRR.
Należy zaznaczyć, że zgoda na formowanie polskich jednostek wojskowych podległych Rządowi RP, suwerennemu polskiemu ośrodkowi decyzyjnemu była przejściowym ustępstwem Stalina wymuszonym przez katastrofalną sytuację militarną ZSRR latem 1941. Bezzwłocznie po zatrzymaniu ofensywy Wehrmachtu z uzgodnień z roku 1941 strona sowiecka zaczęła się wycofywać. Było to bowiem sprzeczne ze strategicznym celem ZSRR w wojnie – zdominowaniem i sowietyzacją sąsiadujących z ZSRR w 1939 krajów Europy Środkowo-Wschodniej.
Jeszcze przed ewakuacją Armii Andersa władze sowieckie uniemożliwiły już w kwietniu 1942 jakąkolwiek dalszą rekrutację żołnierzy polskich (oficjalnie powiadamiając o tym Rząd RP w maju 1942). Po ewakuacji Sowieci uniemożliwili łączenie rodzin żołnierzy, którzy już zostali ewakuowani, i rozpoczęli akcję tzw. paszportyzacji – narzucania siłą pozostałym w ZSRR obywatelom polskim obywatelstwa sowieckiego (por. Aleksander Wat), jednocześnie aresztując delegatów Ambasady Polskiej i zagarniając majątek ambasady przeznaczony dla polskich deportowanych, uniemożliwiając w ten sposób jakąkolwiek faktyczną pomoc Polakom w ZSRR. Wydarzenia jesieni 1942 – okresu bitwy pod Stalingradem i przygotowywanej kontrofensywy Armii Czerwonej są jednoznaczną zapowiedzią kierunków polityki ZSRR wobec kwestii niepodległości państwa polskiego i jego suwerennych władz. Wydarzenia te miały miejsce jeszcze przed ujawnieniem zbrodni katyńskiej w kwietniu 1943 r. i przed oficjalnym zerwaniem stosunków dyplomatycznych przez ZSRR z rządem Rzeczypospolitej pod pretekstem jego wystąpienia do Międzynarodowego Czerwonego Krzyża o zbadanie sprawy.
Kilku oficerów (m.in. ppłk Leon Bukojemski, por. Tadeusz Wicherkiewicz, ppor. Tadeusz Juśkiewicz) odmówiło wyjazdu – śladem ppłk. Zygmunta Berlinga, szefa bazy ewakuacyjno-zaopatrzeniowej Armii Polskiej w Krasnowodsku, już wcześniej współpracującego z organami ZSRR (por. Jeńcy polscy w niewoli radzieckiej (od 1939 roku)). Fakt ten został uznany jeszcze w 1943 przez sądy wojenne Rzeczypospolitej przy 2 Korpusie WP za złamanie przysięgi wojskowej i dezercję.

## Upamiętnienie
W 1991 został wybity medal z podobizną gen. Władysława Andersa o treści Powstanie Armii Polskiej w ZSRR 1941 – 1991, wydany przez Mennicę Państwową, a zaprojektowany przez Hannę Jelonek.